# Hello Fear
| Оценки критиков | Оценки критиков |
| Источник        | Оценка          |
| --------------- | --------------- |
| Allmusic        | [ 1 ]           |

Hello Fear (с англ. — «Привет страх») — десятый студийный альбом американского госпел-певца Кирка Франклина, вышедший 22 марта 2011 года на лейбле Verity Records. Диск возглавил чарт христианской музыки Top Gospel Albums, а также получил премию «Грэмми» в категории Лучший госпел-альбом.
Тираж альбома превысил 401,000 копий и он стал 64-м в списке лучших альбомов года в США в 2011 году. К 12 февралю 2012 года он получил золотой сертификат от ассоциации RIAA. К августу 2015  года тираж достиг 572,000 копий в США.

## Отзывы
Альбом получил положительные отзывы музыкальных критиков и интернет-изданий.
12 февраля 2012 года альбом получил музыкальную премию Грэмми в категории Лучший госпел-альбом. Кроме того сингл «Hello Fear» выиграл премию в категории Best Gospel Song.

## Награды

### Grammy Awards
| Год  | Номинируемая работа | Категория                   | Результат |
| ---- | ------------------- | --------------------------- | --------- |
| 2012 | Hello Fear (альбом) | Лучший госпел-альбом        | Победа    |
| 2012 | Hello Fear (песня)  | Лучшая песня в стиле госпел | Победа    |

## Список композиций
Вся музыка написана Кирком Франклином.
| №                   | Название | Длительность |
| ------------------- | --- | ------------ |
| 1.                  | «Hello Fear»                                                                                                | 5:33         |
| 2.                  | «The Story of Fear»                                                                                         | 1:10         |
| 3.                  | «Before I Die»                                                                                              | 4:23         |
| 4.                  | «I Am» | 5:36         |
| 5.                  | «But the Blood»                                                                                             | 4:06         |
| 6.                  | «Everyone Hurts»                                                                                            | 6:33         |
| 7.                  | «I Smile»                                                                                                   | 5:07         |
| 8.                  | «Give Me» (при участии Mali Music)                                                                          | 6:28         |
| 9.                  | «Never Alone (Interlude)»                                                                                   | 1:04         |
| 10.                 | «The Altar» (при участии Marvin Sapp & Beverly Crawford)                                                    | 6:58         |
| 11.                 | «Something About the Name Jesus Pt. 2» (при участии Rance Allen, Marvin Winans, John P. Kee & Isaac Carree) | 5:36         |
| 12.                 | «Today» | 5:30         |
| 13.                 | «The Moment #1»                                                                                             | 6:11         |
| 14.                 | «The Moment #2»                                                                                             | 7:06         |
| 15.                 | «A God Like You»                                                                                            | 6:18         |
| Общая длительность: | Общая длительность:                                                                                         | 77:39        |

| №  | Название                         | Длительность |
| -- | -------------------------------- | ------------ |
| 1. | «Hosanna»                        |              |
| 2. | «Imagine Me»                     |              |
| 3. | «He Reigns / Awesome God»        |              |
| 4. | «Something About the Name Jesus» |              |
| 5. | «Why We Sing»                    |              |
| 6. | «Now Behold the Lamb»            |              |

## Позиции в чартах

### Еженедельные чарты
| Чарт (2011)                       | Высшая позиция |
| --------------------------------- | -------------- |
| США (Billboard Top Gospel Albums) | 1              |
| США (Billboard 200)               | 3              |

## Сертификации
| Регион                                                      | Сертификация | Продажи  |
| ----------------------------------------------------------- | ------------ | -------- |
| США (RIAA)                                                  | Золотой      | 500 000^ |
| ^ Данные о тиражах приведены только на основе сертификации. |              |          |